# Michel Bulteau
Michel Bulteau (Arcueil, Francia, 8 de octubre de 1949) es un poeta, ensayista, músico y cineasta francés. Junto a otros poetas franceses como Matthieu Messagier, Jean-Jacques Faussot, Jacques Ferry, Patrick Geoffrois y Thierry Lamarre, participó en 1971 en el Manifiesto Eléctrico con párpados de faldas, publicado por la editorial El Sol Negro, el cual causó revuelo en su momento en el panorama literario. Bulteau fue impulsado por el escritor Henri Michaux para proseguir su obra como un poeta opositor. 
En 1976 se mudó a New York, en donde se hizo amigo de poetas beat, pintores y músicos punk. William Burroughs dijo que su obra "explora áreas físicas no tocadas".